# دو تا چشم سیاه داری
 دوتا چشم سیاه داری نام یک آلبوم موسیقی اثر فریدون فروغی، هنرمند ایرانی است که در سبک پاپ تهیه شده و دارای ۸ آهنگ است.

## فهرست آهنگ‌ها
| ردیف | آهنگ               |
| ۱    | سال قحطی           |
| ۲    | حقه                |
| ۳    | دوتا چشم سیاه داری |
| ۴    | قریه               |
| ۵    | طلوع               |
| ۶    | طاهره              |
| ۷    | شیاد               |
| ۸    | تنگنا              |

## متن ترانه
دو تا چشم سیاه داری
دو تا موی رها داری
تو اون چشات چیا داری
بلا داری بلا داری
دو تا چشم سیاه داری
دو تا موی رها داری
توی سینت صفا داری
توی قلبت وفا داری
صف عشاق بدبختو
از اینجا تا کجا داری
دو تا چشم سیاه داری
دو تا موی رها داری
به یک دم می‌کشی ما را
به یک دم زنده می‌سازی
رقابت با خدا داری
دو تا چشم دو تا چشم
دو تا چشم سیاه داری
دو تا موی رها داری
نظر داری نظر داری
نظر با پوستین پوش حقیری مثل ما داری
نیگا کن با همه رندی
رفاقت با کیا داری
دو تا چشم سیاه داری
دو تا موی رها داری
نظر داری نظر داری
خبر داری خبر داری
خبر داری که این دنیا همش رنگه
همش خونه همش جنگه
نمی دونی نمی دونی
نمی دونی که گاهی زندگی ننگه
نمی‌بینی نمی‌بینی
که دست افشان و پا کوبان و خرسندم
نمی‌بینی که می‌خندم
آخ نمی‌بینی که دلم تنگه
تو این دریای چشمان سیاه رو
پس چرا داری دو تا چشم دو تا چشم
دو تا چشم سیاه داری
دو تا موی رها داری
میخانه اگر ساقی صاحب نظری داشت
میخواری و مستی ره و رسم دگری داشت
من آن خزان زده برگم که باغبان طبیعت
برون فکنده ز گلشن به جرم چهره زردم
دو تا چشم سیاه داری
دو تا موی رها داری